# 아론 디아스
아론 디아스(Aarón Díaz, 1982년 3월 7일 ~ )는 멕시코의 배우, 가수, 모델이다.

## 경력
디아스는 1982년 푸에르토바야르타에서 아일랜드계 미국인 어머니, 멕시코인 아버지 사이에서 태어났다. 디아스는 영어와 스페인어를 유창하게 하며, 몇년간 캘리포니아주에서 살았다. 디아스는 캘리포니아에서 고등학교까지 졸업하였으며 모델 활동을 하기도 하였다. 그 후, Centro de Educación Artística 연기 학원에 입학하여 공부하였다. 디아스는 《Clase 406 》에서 Kike González 역으로 데뷔를 하였다. 디아스는 또한 가수 활동도 하며, 2009년 6월에 첫 번째 음반을 발표하였다.

## 디스코그래피
- Enamórate de mí (2009)
- Aaron Diaz (2011)